# ورنن، بریتیش کلمبیا
ورنُن (به انگلیسی: Vernon) شهری در بریتیش کلمبیای کانادا است که در منطقه اوکاناگان شمالی واقع شده‌است.

## خصوصیات
ورنن ۹۵٫۷۶ کیلومترمربع مساحت دارد و ۳۸۰ متر بالاتر از سطح دریا واقع شده‌است.
در سال ۲۰۱۳ جمعیت ورنن ۴۰٬۰۰۰ نفر بوده است.

## خواهرخوانده
شهر مودستو، کالیفرنیا خواهرخواندهٔ ورنن، بریتیش کلمبیا هست.